# Hakob Tonoyani anvan Sowpergavat' 2024
La Hakob Tonoyan Super Cup 2024 è stata la 26ª edizione della supercoppa armena di calcio.
L'incontro ha visto affrontarsi il P'yownik, campione d'Armenia e l'Ararat-Armenia, vincitore della coppa d'Armenia. Lo Širak era la formazione detentrice del trofeo.
Inizialmente previsto il 20 febbraio 2025, il match è stato posticipato al 9 aprile successivo per avverse condizioni meteo. 
L'Ararat-Armenia ha vinto il trofeo per la seconda volta nella sua storia, battendo il P'yownik per 4-0.

## Tabellino
| Arbitro: | Kalantaryan |

|  |           |                                              |
|  | Marcatori | 3’, 78’ Noubissi 8’ Yenne 40’ (aut.) Bratkov |